# Comitatul Rutherford, Tennessee
Comitatul Rutherford (în engleză Rutherford County) este un comitat din statul Tennessee, Statele Unite ale Americii. Conform recensământului din 2010, avea o populație de 262.604 de locuitori, fiind al cincilea cel mai populat comitat din Tennessee. Reședința comitatului este orașul Murfreesboro, care este și centrul geografic al statului Tennessee. 

## Geography

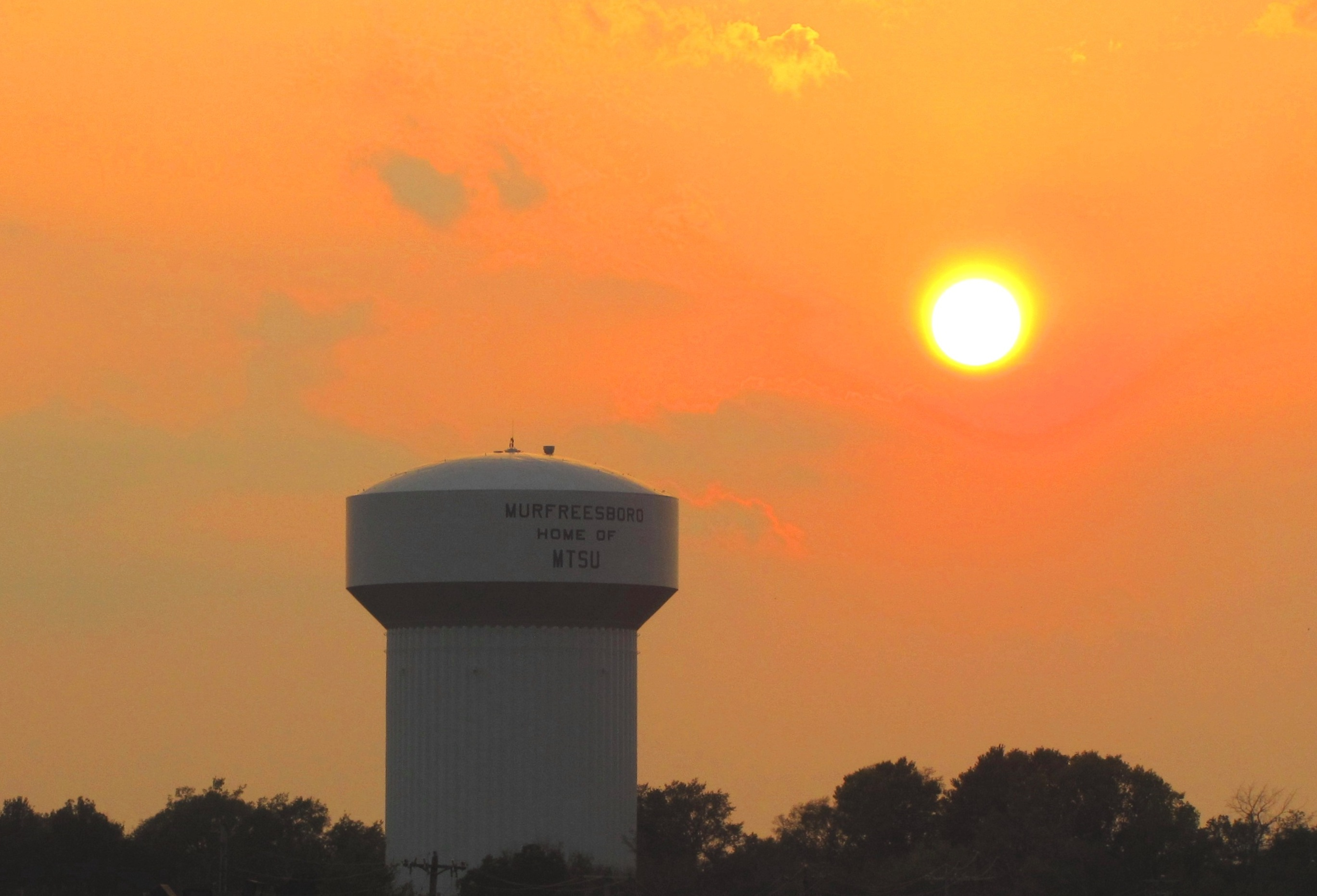
Sunset in Murfreesboro

### Comitate adiacente
- Wilson County (nord)
- Cannon County (est)
- Coffee County (sud-est)
- Bedford County (sud)
- Marshall County (sud-vest)
- Williamson County (vest)
- Davidson County (nord-vest)